# 多腺裸胸鱔
多腺裸胸鱔，又稱多腺裸胸鯙，為輻鰭魚綱鰻鱺目鯙亞目鯙科的其中一種，分布於東大西洋區的馬德拉群島、維德角群島，中西大西洋區的古巴、千里達海域，棲息深度10-256公尺，體長可達84公分，為底棲性魚類，生活在岩石底質海域，屬肉食性，生活習性不明。

## 擴展閱讀
維基物種上的相關：多腺裸胸鱔